# ريتشل هاريسون
ريتشل هاريسون (بالإنجليزية: Rachel Harrison)‏ هي نحّاتة وفنانة ورسامة ومصورة أمريكية، ولدت في 1966 في نيويورك في الولايات المتحدة.